# Дист (город)
Дист (нидерл. Diest) — город и коммуна в Бельгии, в провинции Фламандский Брабант в регионе Фландрия. Дист расположен на северо-востоке провинции, на границе природных регионов Хагеланд и Де-Кемпен. На востоке Дист граничит с провинцией Лимбург.
Дист — один из исторических оранских городов, связанных с историей дома Нассау.

## История

### Средние века
Расположенный на пересечении торговой дороги Брюгге-Кёльн и реки Демер Дист уже во времена каролингов был графством: Дист впервые упомянут в 877 году. В 1228 году герцог Брабанта Генрих I присвоил Дисту права города. XIV-XV века были для Диста временем процветания благодаря ткацкой промышленности и торговле зерном.

### Дом Нассау
В 1499 году в результате обмена Дист перешёл в руки Энгельберта II Нассауского. Праправнук Энгельберта II Рене де Шалон также унаследовал титул принца Оранского. Таким образом Дист перешёл к дому Оранских-Нассау и принадлежал им вплоть до 1795 года, когда Южные Нидерланды были присоединены к Франции.
Анна ван Эгмонд, первая жена Вильгельма I Оранского, и Филипп-Вильгельм Оранский, его старший сын, похоронены в Дисте, в церкви св. Сульпиция. Титул барон Диста  и сегодня является одним из титулов короля Нидерландов.

### Осады
Расположенный на Демере, на границе герцогства Брабант и княжества-епископства Льежского, город регулярно подвергался осадам. В ходе восьмидесятилетней войны Вильгельм I Оранский захватил Дист в 1572 году, но в том же году он перешёл в руки командующего испанской армии дон Фадрике. В 1635 году Республика Соединённых провинций и Франция атаковали город. В 1701 году город был снова осаждён в ходе войны за испанское наследство.

### Австрийский и французский периоды
По Утрехтскому миру 1713 года Южные Нидерланды перешли под управление императора Священной Римской империи.  В этот период Дист начал возрождаться, в городе снова расцвела торговля. Тем не менее местное население было недовольно Габсбургской монархией и в 1789—1790 годах восстало против австрийских чиновников, в результате чего в январе 1790 года были созданы Бельгийские соединённые штаты, просуществовавшие до декабря того же года. Во время революционных войн в 1794 году Южные Нидерланды были присоединены к Франции, за чем последовали репрессии католиков, введение воинской обязанности и в 1798 началась Крестьянская война. 
Крестьянская армия четыре дня удерживала осаждаемый французской армией город. По окончании четырёх дней большая часть крестьянской армии ушла из города по спешно построенному мосту через Демер, а опустевший город был в очередной раз разграблен, на этот раз французской армией.

### XIX и XX век
Между 1837 и 1853 в Дисте возводятся новые крепостные стены и строится цитадель; к началу первой мировой войны подобная система защиты уже устарела; большая часть крепостной стены была демонтирована  в ходе второй мировой войны. Во время второй мировой войны в Цитадели Диста располагалось учебное подразделение национал-социалистического механизированного корпуса для фламандских и нидерландских добровольцев. С 1953 по 2011 год в цитадели был расквартирован Первый батальон парашютистов.

## География
1 января 1971 года коммуна Веббеком была присоединена к Дисту; 1 января 1977 года за ней последовали Дёрне, Каггевинне, Моленстеде и Схаффен.  
| С-З | Зихем        | Тессендерло | Беринген | С-В |
| З   | Схерпенхёвел | Роза ветров | Люммен   | В   |
| Ю-З | Беккеворт    | Кортенакен  | Хален    | Ю-В |

## Демография
Все исторические данные включают коммуны, присоединённые к Дисту в 1970-х.

## Достопримечательности
- церкви св. Сульпиция[нидерл.], Богородицы[нидерл.]
- бегинаж
- система укреплений, в т.ч. цитадель, форт Леопольда[нидерл.] и Схаффенский форт